# Sexy Zone
Sexy Zone (セクシー ゾーン Sekushī Zōn?) es una boy band japonesa compuesta de cinco miembros y producida por Johnny & Associates. El grupo debutó en 2011, cuando el miembro menor, Marius Yo, tenía apenas once años de edad. En 2013, Sexy Zone apareció por primera vez en el Kōhaku Uta Gassen y es el quinto grupo de Johnny & Associates en debutar como partidarios especiales del Campeonato Mundial de Voleibol después de V6 (1995), Arashi (1999), NEWS (2003) y Hey! Say! JUMP (2007).

## Historia
La formación del grupo fue anunciada en una conferencia de prensa el 29 de septiembre de 2011. El presidente de Johnny & Associates, Johnny Kitagawa, comentó que el «el nombre del grupo proviene de la sensualidad de Michael Jackson». Los miembros fueron revelados como Kento Nakajima, Fūma Kikuchi, Shōri Satō, Sō Matsushima y Marius Yo. Kitagawa eligió a los miembros considerando la "sensualidad de los hombres".
Tras la conferencia de prensa, los miembros aparecieron en el Teigeki Johnnys Imperial Theatre Special "Kis-My-Ft2 with Johnny's Jr.", y estrenaron su canción debut homónima, Sexy Zone, la cual fue lanzada posteriormente el 16 de noviembre de 2011 por Pony Canyon. La canción también fue usada en la Copa Mundial de Voleibol Femenino de 2011 y la Copa Mundial de Voleibol Masculino de 2011. El grupo fue partidario especial del Campeonato Mundial de Voleibol de 2011.
Sexy Zone fue nombrado embajador musical del Campeonato Mundial de Voleibol el 2 de marzo de 2015. En el evento interpretaron su décimo sencillo, Cha-Cha-Cha-Champion, y anunciaron a los jugadores a medida que estos ingresaban a la cancha. En 2016, fue lanzado el sencillo Shōri no Hi Made para animar al equipo de voleibol japonés.

## Controversia
El séptimo, octavo y noveno sencillos del grupo Otoko never give up up, Kimi ni Hitomebore y Cha-Cha-Cha Champion, solo contaron con la participación de tres de los cinco miembros de Sexy Zone; Kento Nakajima, Fūma Kikuchi y Shōri Satō. Esto esparció rumores entre los fanáticos sobre el futuro de Marius Yo y Sō Matsushima, los dos miembros restantes. Más adelante, se reveló que la razón de su ausencia del grupo fue que Sexy Zone se había vuelto popular demasiado rápido, lo que resultó en que Matsushima no pudiera viajar desde Shizuoka a Tokio debido a que debía asistir a clases, mientras que Yo fue eliminado temporalmente del grupo para equilibrar la formación del mismo. En 2015, Yo y Matsushima regresaron a Sexy Zone para su duodécimo sencillo, tras la matriculación de Matsushima en un instituto en Tokio.

## Miembros
| Nombre         | Nacimiento                        | Color    | Notas                                                      |
| -------------- | --------------------------------- | -------- | ---------------------------------------------------------- |
| Kento Nakajima | 13 de marzo de 1994 (31 años)     | Azul     | Exmiembro. Se graduó del grupo el 31 de marzo de 2024.     |
| Fūma Kikuchi   | 7 de marzo de 1995 (30 años)      | Púrpura  |                                                            |
| Shōri Satō     | 30 de octubre de 1996 (28 años)   | Rojo     |                                                            |
| Sō Matsushima  | 27 de noviembre de 1997 (27 años) | Verde    | Miembro menor                                              |
| Marius Yo      | 30 de marzo de 2000 (25 años)     | Amarillo | Exmiembro. Se graduó del grupo el 31 de diciembre de 2022. |

## Discografía

### Álbumes
- One Sexy Zone (2012)
- Sexy Second (2014)
- Sexy Power3 (2015)
- Welcome to Sexy Zone (2016)
- Sexy Zone 5th Anniversary Best (2016)
- XYZ=Repainting (2018)
- PAGES (2019)

## Apariciones

### Shows de variedades
- Yan Yan Jump (abril de 2011, TV Tokyo)
- Johnnys'Jr. Land (octubre de 2011, Sky Perfect TV)
- [aratte Iitomo! (2011, Fuji TV)
- Music Station (2011-2012, TV Asahi)
- Sexy Zone Channel (2014, Fuji TV)
- ZIP

### Televisión
- Fuller House (2017, Netflix)